# Ando drom
Ando drom (/ɒndo dɾom/) est un groupe hongrois de musiques du monde.

## Histoire
Le groupe est formé en 1984. Son nom signifie « Sur la route » en romani. Ils se consacrent à la préservation ainsi qu'au développement de la musique traditionnelle hongroise et tzigane. Leur troisième album, Phari Mamo, sort en 1995 et fait participer les musiciens du groupe français Bratsche.

## Discographie
- 1992 : Chants tziganes de Hongrie
- 1995 : Káj phirel o Del?
- 1995 : Phari Mamo
- 1999 : Live 99
- 2008 : Muro nav